# Martin Ertle
Martin Ertle OPraem (* 21. Mai 1641 in Greggenhofen; † 11. Mai 1712 in Rot an der Rot) war der 38. Abt der Reichsabtei Rot an der Rot.

## Leben
Der aus einer einfachen Bauernfamilie in Greggenhofen, heute ein Teilort von Rettenberg im Landkreis Oberallgäu stammende Martin Ertle kam mit neun Jahren an die Lateinschule in Rot an der Rot und legte mit 16 Jahren sein Gelübde im Orden der Prämonstratenser ab. Im Alter von 21 Jahren empfing er bereits die Priesterweihe. 1669 wurde er Kellermeister in Haslach und zwei Jahre später Pfarrer in Haisterkirch. An seinem 31. Geburtstag erfolgte 1672 seine Berufung zum Abt in Rot an der Rot. Seine erste große Herausforderung war der Wiederaufbau der bei einer Brandserie im April und Mai 1681 zerstörten Klosteranlage, der sich bis 1689 hinzog.
Während des Spanischen Erbfolgekrieges musste er 1703 Unterhaltszahlungen an französische Truppen und ihre kurbayerischen Verbündeten leisten, die im Kloster ihr Winterquartier aufgeschlagen hatten. Die Franzosen zogen erst 1704 nach der gegen die Große Allianz verlorenen Zweiten Schlacht von Höchstädt und Blindheim aus Oberschwaben ab.
Abt Martin Ertle schenkte den Untertanen größere Geldbeträge und vergab zinslose Darlehen, um die größte Not zu lindern. Der beliebte und umsichtig wirtschaftende Abt trat 1711 nach 39 Jahren ohne eine Pension zu beanspruchen von seinem Amt zurück. In seiner selbst gewählten Einsamkeit wurde er von einem leichten Fieber befallen und verstarb am 11. Mai 1712 in Rot an der Rot im Alter von 70 Jahren.